# مسابقات قهرمانی کشتی آسیا ۱۹۹۹
کشتی قهرمانی آسیا ۱۹۹۹ سیزدهمین دوره از رقابت‌های قهرمانی آسیا می‌باشد که ۲۵ تا ۳۰ مه ۱۹۹۹ در تاشکند، ازبکستان برگزار گردید.

## جدول مدال‌ها
| رتبه            | کشور            | طلا | نقره | برنز | مجموع |
| --------------- | --------------- | --- | ---- | ---- | ----- |
| ۱               | ژاپن            | ۵   | ۲    | ۲    | ۹     |
| ۲               | ازبکستان        | ۴   | ۷    | ۴    | ۱۵    |
| ۳               | کرهٔ جنوبی       | ۴   | ۰    | ۲    | ۶     |
| ۴               | قزاقستان        | ۳   | ۳    | ۲    | ۸     |
| ۵               | ایران           | ۳   | ۱    | ۲    | ۶     |
| ۶               | قرقیزستان       | ۱   | ۳    | ۰    | ۴     |
| ۷               | کرهٔ شمالی       | ۱   | ۱    | ۱    | ۳     |
| ۸               | تایوان          | ۱   | ۰    | ۲    | ۳     |
| ۹               | چین             | ۰   | ۴    | ۴    | ۸     |
| ۱۰              | ترکمنستان       | ۰   | ۱    | ۲    | ۳     |
| ۱۱              | هند             | ۰   | ۰    | ۱    | ۱     |
| مجموع (۱۱ کشور) | مجموع (۱۱ کشور) | ۲۲  | ۲۲   | ۲۲   | ۶۶    |

## رده‌بندی تیمی
| رتبه | آزاد مردان | آزاد مردان | فرنگی مردان | فرنگی مردان | آزاد زنان | آزاد زنان |
| رتبه | تیم        | امتیازات   | تیم         | امتیازات    | تیم       | امتیازات  |
| ---- | ---------- | ---------- | ----------- | ----------- | --------- | --------- |
| ۱    | ازبکستان   | ۷۲         | ازبکستان    | ۶۷          | ژاپن      | ۵۹        |
| ۲    | ایران      | ۵۷         | کرهٔ جنوبی   | ۶۴          | تایوان    | ۴۷        |
| ۳    | قزاقستان   | ۵۷         | قزاقستان    | ۶۱          | ترکمنستان | ۴۳        |
| ۴    | ژاپن       | ۵۰         | چین         | ۵۳          | چین       | ۳۹        |
| ۵    | هند        | ۳۷         | ایران       | ۵۰          | کرهٔ جنوبی | ۳۳        |
| ۶    | کره شمالی  | ۲۹         | قرقیزستان   | ۳۸          | قرقیزستان | ۳۱        |
| ۷    | قرقیزستان  | ۲۹         | ژاپن        | ۳۷          | ازبکستان  | ۳۰        |
| ۸    | چین        | ۲۷         | تاجیکستان   | ۲۴          | قزاقستان  | ۱۷        |
| ۹    | مغولستان   | ۲۲         | تایوان      | ۱۹          |           |           |
| ۱۰   | تاجیکستان  | ۱۹         | ترکمنستان   | ۱۵          |           |           |

## خلاصه مدال‌ها

### آزاد مردان
| رویداد | طلا                       | نقره                        | برنز                         |
| ۵۴ ک‌گ  | مائولن مامیروف · قزاقستان | Han Yong-do · کرهٔ شمالی     | ادهم آچیلف · ازبکستان        |
| ۵۸ ک‌گ  | ری یونگ-سام · کرهٔ شمالی   | روسلان ماژینف · قرقیزستان   | دامیر زاخارتدینوف · ازبکستان |
| ۶۳ ک‌گ  | علی‌اکبر دودانگه · ایران   | رامیل اسلاموف · ازبکستان    | Kim Kwang-il · کرهٔ شمالی     |
| ۶۹ ک‌گ  | ایگور کوپیف · ازبکستان    | تاکاهیرو وادا · ژاپن        | سوجیت مان · هند              |
| ۷۶ ک‌گ  | روسلان خینچاگف · ازبکستان | نوربک ایزابیکف · قرقیزستان  | گنادی لالیف · قزاقستان       |
| ۸۵ ک‌گ  | Aslan Sanakoev · ازبکستان | ابیل سلطان‌بکف · قزاقستان    | تاتسو کاوای · ژاپن           |
| ۹۷ ک‌گ  | علیرضا حیدری · ایران      | اسلام بایراموکوف · قزاقستان | Soslan Fraev · ازبکستان      |
| ۱۳۰ ک‌گ | علیرضا رضایی · ایران      | گئورگی کایسینف · ازبکستان   | Chen Xingqiang · چین         |

### فرنگی مردان
| رویداد | طلا                            | نقره                                | برنز                            |
| ۵۴ ک‌گ  | سیم کوون-هو · کرهٔ جنوبی        | Shamsiddin Khudoyberdiev · ازبکستان | Rakymzhan Assembekov · قزاقستان |
| ۵۸ ک‌گ  | کیم این-سوب · کرهٔ جنوبی        | یوری ملنیچنکو · قزاقستان            | Dilshod Aripov · ازبکستان       |
| ۶۳ ک‌گ  | مخیتار مانوکیان · قزاقستان     | Bakhodir Kurbanov · ازبکستان        | Lee Tae-ho · کرهٔ جنوبی          |
| ۶۹ ک‌گ  | Son Sang-pil · کرهٔ جنوبی       | Ruslan Biktyakov · ازبکستان         | Yi Shanjun · چین                |
| ۷۶ ک‌گ  | کیم جین سو · کرهٔ جنوبی         | Yury Vitt · ازبکستان                | Takamitsu Katayama · ژاپن       |
| ۸۵ ک‌گ  | Raatbek Sanatbayev · قرقیزستان | Zafarkhon Achilov · ازبکستان        | محمد نیکونهاد · ایران           |
| ۹۷ ک‌گ  | سرگئی ماتوینکو · قزاقستان      | Feng Fuming · چین                   | مهدی شربیانی · ایران            |
| ۱۳۰ ک‌گ | Shuhrat Sadiev · ازبکستان      | علیرضا غریبی · ایران                | ژائو هایلین · چین               |

### آزاد زنان
| رویداد | طلا                     | نقره                         | برنز                          |
| ۴۶ ک‌گ  | Miyu Yamamoto · ژاپن    | Yin Min · چین                | Galina Ataýewa · ترکمنستان    |
| ۵۱ ک‌گ  | Atsuko Shinomura · ژاپن | Li Xiaoming · چین            | Wu Li-chuan · تایوان          |
| ۵۶ ک‌گ  | Yuka Mitadera · ژاپن    | Cao Haiying · چین            | لی نا-لائه · کرهٔ جنوبی        |
| ۶۲ ک‌گ  | Ari Suzuki · ژاپن       | Olesýa Nazarenko · ترکمنستان | Meng Lili · چین               |
| ۶۸ ک‌گ  | Sha Ling-li · تایوان    | Reiko Sumiya · ژاپن          | Nadežda Želtakowa · ترکمنستان |
| ۷۵ ک‌گ  | Taeko Tomioka · ژاپن    | Yana Panova · قرقیزستان      | Wu Huei-li · تایوان           |

## کشورهای شرکت‌کننده
۲۰۱ شرکت‌کننده از ۱۴ کشور به رقابت پرداختند.
| - چین (۱۹) - تایوان (۲۲) - هند (۸) - ایران (۱۶) - ژاپن (۲۱) | - قزاقستان (۲۰) - قرقیزستان (۱۷) - مغولستان (۶) - کره شمالی (۴) - پاکستان (۳) | - کرهٔ جنوبی (۱۹) - تاجیکستان (۱۲) - ترکمنستان (۱۲) - ازبکستان (۲۲) |